# Юнгерманія дерниста
{{#ifeq:0|0|{{#if:Jungermannia caespiticia|{{#if:|[[]}}|[[]]}}}}
Юнгерманія дерниста (Jungermannia caespiticia) — вид печіночників порядку юнгерманіальних (Jungermanniales).
Таксон вважається синонімом до Endogemma caespiticia (Lindenb.) Konstant., Vilnet & A.V.Troitsky

## Поширення
Батьківщиною є Європа, Азія, Північна Америка.
Зростає на вологих, безвапняних, супіщаних ґрунтах.

## Характеристика
Стебла менше одного сантиметра. Вони утворюють жовто-зелені галявини. Бічні листки округлі. Клітини в центрі листка видовжені, розміром приблизно від 40 × 60 до 80 мікрометрів. Підлистки рідкісні. На одну клітину припадає лише одне, але велике масляне тіло. Коробочка сферична, червонувато-коричнева. Виводкові тіла зазвичай присутні.